# Mikasa League 2006-2007
La prima Mikasa League è stato il tredicesimo Campionato georgiano di calcio a 5 e si è svolto nella stagione 2006/2007.

## Classifica
| Pos | Squadra             | Pti | G  | V  | N | P  | GF  | GS  |
| --- | ------------------- | --- | -- | -- | - | -- | --- | --- |
| 1   | Iberia 2003 Tbilisi | 47  | 18 | 15 | 2 | 1  | 126 | 53  |
| 2   | Saburtalo Tbilisi   | 32  | 18 | 10 | 2 | 6  | 119 | 91  |
| 3   | Centrpoint Tbilisi  | 24  | 18 | 7  | 3 | 8  | 84  | 85  |
| 4   | Karishkala Tbilisi  | 1   | 18 | 0  | 1 | 17 | 68  | 168 |